# Chamaesphecia mezentzevi
Chamaesphecia mezentzevi is een vlinder uit de familie wespvlinders (Sesiidae), onderfamilie Sesiinae.
De wetenschappelijke naam van de soort is voor het eerst geldig gepubliceerd door Gorbunov in 1989. De soort komt voor in het Palearctisch gebied.